# Papa (film, 2018)
Pour les articles homonymes, voir Papa.
Pour plus de détails, voir Fiche technique et Distribution.
Papa est un film américain de 2018 réalisé par Dan Israely et Emilio Roso. Le film met en vedette Robert Scott Wilson, Paul Sorvino, Daryl Hannah, Mischa Barton, Frankie Avalon, Ann-Margret, Michael Madsen et Eric Roberts. Le tournage a eu lieu en 2015 à Bakersfield en Californie, et à Los Angeles.

## Synopsis
Un jeune homme, Ben Freidman (Scott Wilson), élevé à Beverly Hills par de riches parents adoptifs juifs, décide qu'il est prêt à rencontrer enfin ses parents biologiques. Il fait face à la déception en apprenant la mort de sa mère biologique. Son père biologique, quant à lui, réside dans une unité de soins psychiatriques,.

## Distribution
- Robert Scott Wilson : Ben Freidman
- David Proval : David Dresner
- Paul Sorvino : Danny
- Daryl Hannah : Sarah Freidman
- Frankie Avalon : Jack Freidman
- Mischa Barton : Jennifer
- Ann-Margret : Barbara
- Vincent Pastore : Frankie Vincent
- Eric Roberts : Dr Eric Owens
- Michael Madsen : Ivan
- Rachel Reilly : Tiffany
- Dar Zuzovsky : Sheila
- René Michelle Aranda : Robin

Plusieurs acteurs de ce film ont travaillé ensemble précédemment. Daryl Hannah, Paul Sorvino et Eric Roberts apparaissent dans Sicilian Vampire (2015). Hannah et Michael Madsen sont déjà apparus côte à côte pour leur rôle dans Kill Bill de Quentin Tarantino : Vol. 1 (2003) et Kill Bill : Vol. 2 (2004). Papa marque également la troisième apparition à l'écran ensemble de Mischa Barton et Eric Roberts. Ils étaient déjà apparus ensemble dans Starcrossed (2014) et LA Slasher (2015).